# История игрушек 5
«Исто́рия игру́шек 5» (англ. Toy Story 5) — американский полнометражный компьютерно-анимационный комедийно-приключенческий фильм, разрабатываемый студией Pixar Animation Studios. Пятая часть франшизы «История игрушек» и продолжение мультфильма «История игрушек 4» (2019). Режиссёром и сценаристом выступил Эндрю Стэнтон. В озвучивании персонажей примут участие Том Хэнкс, Тим Аллен, Джоан Кьюсак, Эрни Хадсон, Конан О’Брайен и Анна Фэрис.
В феврале 2019 года Аллен выразил заинтересованность в создании пятого фильма «Истории игрушек». Хотя в мае того же года Хэнкс заявил, что «История игрушек 4» станет заключительной частью серии, возможность создания пятой части всё же оставалась открытой. Разработка проекта была официально подтверждена в феврале 2023 года, Хэнкс и Аллен вернулись к озвучиванию их персонажей. В июне 2024 года стало известно, что режиссёром картины был назначен Стэнтон, а спустя два месяца было подтверждено, что он также напишет сценарий. Это первый мультфильм франшизы, созданный без участия соавтора Джона Лассетера; в конце 2018 года он сложил режиссёрские полномочия и покинул студию Pixar.
Премьера «Истории игрушек 5» запланирована на 19 июня 2026.

## Сюжет
После того, как Вуди оставил Бонни, чтобы помочь брошенным игрушкам найти хозяев, Джесси возглавила команду игрушек в комнате Бонни, Базз Лайтер выступает в качестве её второго командира. Тем не менее, восьмилетняя Бонни влюбилась в свою новую любимую игрушку, похожий на лягушку планшет под названием Лилипад.

## Роли озвучивали
| Актёр          | Роль                              | Источ. |
| -------------- | --------------------------------- | ------ |
| Том Хэнкс      | игрушка-ковбой шериф Вуди         | [ 3 ]  |
| Тим Аллен      | игрушка-астрорейнджер Базз Лайтер | [ 4 ]  |
| Джоан Кьюсак   | игрушка-ковбой Джесси             | [ 5 ]  |
| Эрни Хадсон    | G.I. Joe-фигурка Боец Карл        | [ 6 ]  |
| Конан О’Брайен | Умные Брюки                       | [ 7 ]  |
| Анна Фэрис     | неизвестная роль                  | [ 8 ]  |

## Производство

### Разработка
В период с 2020 по 2022 год из-за эпидемии COVID-19 и её влияния на производство и прокат кино, а также по другим причинам Pixar не выпускала анимационные фильмы. Анимационный фильм «Вперёд» добрался до кинотеатров, но был быстро переведён на домашний просмотр из-за распространения эпидемии, а мультфильмы «Душа», «Лука» и «Я краснею» вообще не дошли до кинотеатров, что значительно снизило их рентабельность. Вышедший на экраны мультфильм «Базз Лайтер» провалился в прокате. На этом фоне, а также на фоне успеха других анимационных студий в представлении кассовых хитов, Disney, владелец Pixar, был вынужден сформулировать план по возвращению своих анимационных студий к прибыльности. В свете этого в разговоре с акционерами Disney в феврале 2023 года генеральный директор компании Боб Айгер объявил, что в ближайшие годы анимационные студии Disney и Pixar сосредоточатся на успешных франшизах, представляющих собой безопасные инвестиции, и объявил о производстве трёх сиквелов из особо прибыльных франшиз: «Холодное сердце 3» и «Зверополис 2» от Disney и «История игрушек 5» от Pixar, чьи предшественники заработали более миллиарда долларов каждый и были номинированы или получили «Оскар». В то же время Айгер объявил об увольнении 7000 сотрудников компании, что, как ожидается, сэкономит Disney 5,5 млрд долларов.

### Кастинг
9 февраля 2023 года Тим Аллен подтвердил своё возвращение к озвучиванию персонажа Базза Лайтера в этом фильме, после того, как в спин-оффе «Базз Лайтер» этого персонажа озвучил Крис Эванс.

## Премьера
Премьера мультфильма запланирована компанией Walt Disney Pictures на 19 июня 2026 года.